# Carvalhesa
Carvalhesa é uma música popular portuguesa, originária de Trás-os-Montes, na zona de Tuizelo. É uma música emblemática do Partido Comunista Português (PCP), sendo descrita como a "música-hino" da Festa do Avante! e das campanhas do PCP.

## História
Em março de 1985 a Comissão Política do Comité Central do PCP criou um grupo de trabalho com o objetivo de se tentar criar um tema musical para a campanha eleitoral para as eleições legislativas desse ano e que desse identidade sonora às diversas manifestações, desde os carros de som até aos indicativos de tempos de antena. 
O arranjo da «Carvalhesa» gravado em 1985, acompanhou a atividade política do PCP em sucessivas campanhas eleitorais, e posteriormente na Festa do «Avante!», cujos palcos sempre abre e encerra e dos quais se tornou verdadeiramente emblemática. 
A música tem várias versões, tendo sido a primeira, e atualmente mais conhecida, recolhida pelo maestro Kurt Schindler. Anos mais tarde, Michel Giacometti viria a recolher outra versão com melodia diferente. Outra versão da canção foi gravada em 1991 por Vitorino d'Almeida, estreada na edição da Festa do Avante! de 2021.

### Citações
1. 1 2 3 4  «Texto de Ruben de Carvalho sobre a Carvalhesa». Pcp.pt
2. 1 2  RTP 2021.